# Puerta de Almodóvar
La puerta de Almodóvar es una puerta de origen árabe que daba acceso al interior de las antiguas murallas de la ciudad de Córdoba, España. Su nombre procede del antiguo camino que comunicaba esta puerta con la población de Almodóvar del Río, a unos 23 kilómetros de Córdoba. Asimismo, albergaba otras denominaciones en época musulmana como puerta del Nogal (Bab al-Chawz) o puerta de Badajoz, constituyendo una de las puertas de entrada del lienzo oeste de la muralla. 
Se trata de una de las tres únicas puertas que se conservan actualmente del recinto medieval cordobés junto con la puerta del Puente y la puerta de Sevilla. No obstante, se trata de la más antigua y menos modificada del conjunto. Forma parte del centro histórico de Córdoba que fue declarado Patrimonio de la Humanidad por la Unesco en 1994.

## Arquitectura
La puerta actual, construida en el siglo XIV sobre la puerta árabe, consta de dos torreones prismáticos unidos a manera de puente por un arco algo apuntado, que desarrolla bóveda de cañón de elevada altura. Dicho arco, que se halla enmarcado por un recuadro ligeramente en resalto, fue cegado a comienzos del siglo XIX por un muro en el que se abrió una puerta adintelada. La fábrica del monumento es sillería de arenisca con añadidos de sillarejo y ladrillo. En la base del antepecho se aprecia un grueso listel resaltado y en su remate conserva almenado completo y adarve.

## Muralla de la calle Cairuán
Por el exterior de la muralla discurre un arroyo que une este acceso con el arco de la Luna, dicho paseo fue construido en la década de los 1960 por el alcalde Antonio Guzmán Reina, creando nuevos espacios turísticos en la ciudad. Se ha descubierto que en este lugar se encontraría un antiguo cementerio judío, ya que se encuentra justo al exterior de la Judería cordobesa.
Aunque la denomación anterior de este paseo era Huerta del Rey, debido a su cercanía con el Alcázar de los Reyes Cristianos, pasa a llamarse calle Cairuán el 27 de mayo de 1968, debido al hermanamiento de Córdoba con esta ciudad tunecina, como buen gesto debido a la antigua enemistad entre el Califato fatimí y el Califato de Córdoba. Además, la mezquita de Cairuán posee características muy similares a las de la Mezquita-catedral.
Como colofón a la construcción de este paseo junto a las murallas, también se construyeron las estatuas de dos grandes cordobeses. El primer monumento, junto a la puerta de Almodóvar, fue dedicado al filósofo romano Séneca, realizado en bronce por Amadeo Ruiz Olmos e inaugurado en 1965 por algunos miembros del Congreso Internacional de Filosofía, ya que era el XIX centenario del fallecimiento del filósofo. Esta efigie fue costeada por el torero Manuel Benítez "el Cordobés" como compensación por los problemas urbanísticos derivados de la construcción del hotel Los Gallos. Dos años más tarde fue inaugurado, en la parte baja, el monumento al pensador y médico musulmán Averroes.